# بيب باديان
بيب باديان (بالفرنسية: Pape Badiane)‏ (مواليد 10 فبراير 1980 في بولون-بيانكور - 24 ديسمبر 2016)، هو لاعب كرة سلة فرنسي بدأ مسيرته الاحترافية في سنة 2004 يلعب في الدوري الفرنسي لكرة السلة الدرجة الأولى ويحمل الرقم 7. يبلغ طوله 6 قدم 10 بوصة (2.1 م).

## فرق لعب لها
- لو مان سارت باسكت

## روابط خارجية
- بيب باديان على موقع الاتحاد الدولي لكرة السلة (الإنجليزية)
- بيب باديان على موقع كرة السلة الأوروبية.كوم (الإنجليزية)
- بيب باديان على موقع كلية كرة السلة في سبورتس رفرنس.كوم (الإنجليزية)
- بيب باديان على موقع ريلجم (الإنجليزية)
- بيب باديان على موقع بروبوليرز (الإنجليزية)
- بيب باديان على موقع سبورتس رفرنس (الإنجليزية)